# Money Train
Pour plus de détails, voir Fiche technique et Distribution.
Money Train, ou Train d'enfer au Québec est un film de Noël américain de Joseph Ruben sorti en 1995. Wesley Snipes retrouve son compère Woody Harrelson après avoir joués ensemble dans Les blancs ne savent pas sauter.

## Synopsis
Charlie et John ont grandi ensemble, élevés par la mère de ce dernier. Ils sont aujourd'hui agents de la sécurité du métro de New York et vont vivre une semaine de Noël agitée : ils devront faire face à un tueur psychopathe pyromane errant dans les stations de métro ; ils tomberont amoureux de la même femme, Grace Santiago, inspecteur de police récemment entrée dans leur équipe ; ils entreront à plusieurs reprises en conflit avec leur patron, l'antipathique Patterson, toujours à la recherche d'une bonne occasion pour les renvoyer ; enfin, John aidera Charlie à rembourser les dettes de jeux qu'il a contractées auprès de mafieux. À la fois pour rembourser ses dettes et pour se venger de Patterson, Charlie envisage bientôt de dévaliser le Métrodollar (en anglais, "Money Train"), le train qui transporte les recettes du métro de New York. John peine à l'en dissuader.

## Fiche technique
- Titre original : Money Train
- Titre québécois : Train d'enfer
- Réalisation : Joseph Ruben
- Scénario : Doug Richardson, David Loughery
- Production : Tracy Barone
- Musique : Melissa Etheridge, Mark Mancina
- Photographie : John W. Lindley
- Costumes : Ruth E. Carter
- Montage : Bill Pankow, George Bowers
- Budget : 68 000 000 $ (estimation)
- Sociétés de production : Columbia Pictures
- Distribution : Columbia TriStar Films
- Pays de production :  États-Unis
- Langue : anglais
- Genre : Action, comédie dramatique et thriller
- Durée : 110 minutes
- Format : couleur
- Le film interdit aux moins de 12 ans en France
- Dates de sortie : 
  - États-Unis : 22 novembre 1995
  - France : 17 janvier 1996

## Distribution
- Wesley Snipes (VF : Thierry Desroses ; (VQ : Jean-Luc Montminy[1]) : John
- Woody Harrelson (VF : Gunther Germain[2] ; VQ : Daniel Lesourd) : Charlie
- Jennifer Lopez (VF : Marie Vincent ; VQ : Chantal Baril) : Grace Santiago
- Robert Blake (VF : Sylvain Lemarié[3] ; VQ : Yvon Thiboutot) : Donald Patterson
- Chris Cooper (VF : Thierry Mercier ; VQ : Pierre Auger) : Torch
- Joe Grifasi : Riley
- Scott Sowers (VQ : Denis Mercier) : Mr. Brown
- Skipp Sudduth : Kowalski
- Bill Nunn : Crash Train Motorman
- José Zúñiga : Victor